# Цзоу Цзяхуа
Цзо́у Цзяхуа́ (кит. упр. 邹家华, пиньинь Zōu Jiāhuá; октябрь 1926, Шанхай, Цзянсу — 16 февраля 2025, Пекин) — китайский партийный и политический деятель, член Политбюро ЦК КПК (1992—1997). В 1991—1998 годах — вице-премьер Госсовета КНР (до 1993 года — четвёртый, затем второй по рангу), его член с 1988 года. В 1989—1993 годах — председатель Госплана КНР. В 1998—2003 годах — заместитель председателя ПК ВСНП.
Член КПК с июня 1945 года, член ЦК КПК с 12 созыва (кандидат 11 созыва), член Политбюро ЦК КПК 14 созыва.
Депутат ВСНП 8 созыва (1993—1998).

## Биография
По национальности ханец. Корнями из провинции Цзянси. Старший сын известного в 1930-х годах в Шанхае интеллигента, патриотичного журналиста Цзоу (ум. 1944), знакомого видных Чжоу Энлая, Чэнь И, Сун Цинлин.
В 1944 году вступил в ряды Новой 4-й армии, отслужив в ней до 1946 года.
В 1948—1955 годах учился в Харбинском технологическом институте и на механико-машиностроительном факультете Московского государственного технического университета имени Н. Э. Баумана (МГТУ). В той же группе китайский студентов, отправленных в 1948 году в СССР, был и будущий глава правительства КНР Ли Пэн. Возвратился в КНР в 1955 году.
В 1950-х и 1960-х годах директор станкостроительного завода в городе Шэньяне. Затем работал в First Ministry of Machine Building. В 1977 году избран кандидатом в члены ЦК.
В 1982—1985 годах зампред Госкомитета КНР по оборонной науке, технологиям и промышленности.
В 1986—1988 годах пред. Госкомитета КНР машиностроительной промышленности.
С 1988 года член Госсовета КНР. Одновременно в 1988—1989 годах министр машинной и электронной промышленности, сменил его He Guangyuan.
В 1989—1993 годах председатель Госплана КНР.
В 1991—1998 годах вице-премьер Госсовета КНР (до 1993 года — четвёртый, затем второй по рангу).
В 1998—2003 годах зампред ПК ВСНП (четвёртый, а со смертью Се Фэя в 1999 году — третий по перечислению). Затем на пенсии.
Зять маршала Е Цзяньина (ум. 1986).
Цзоу умер 16 февраля 2025 года в Пекине в возрасте 98 лет.